# 톄시구 (안산시)

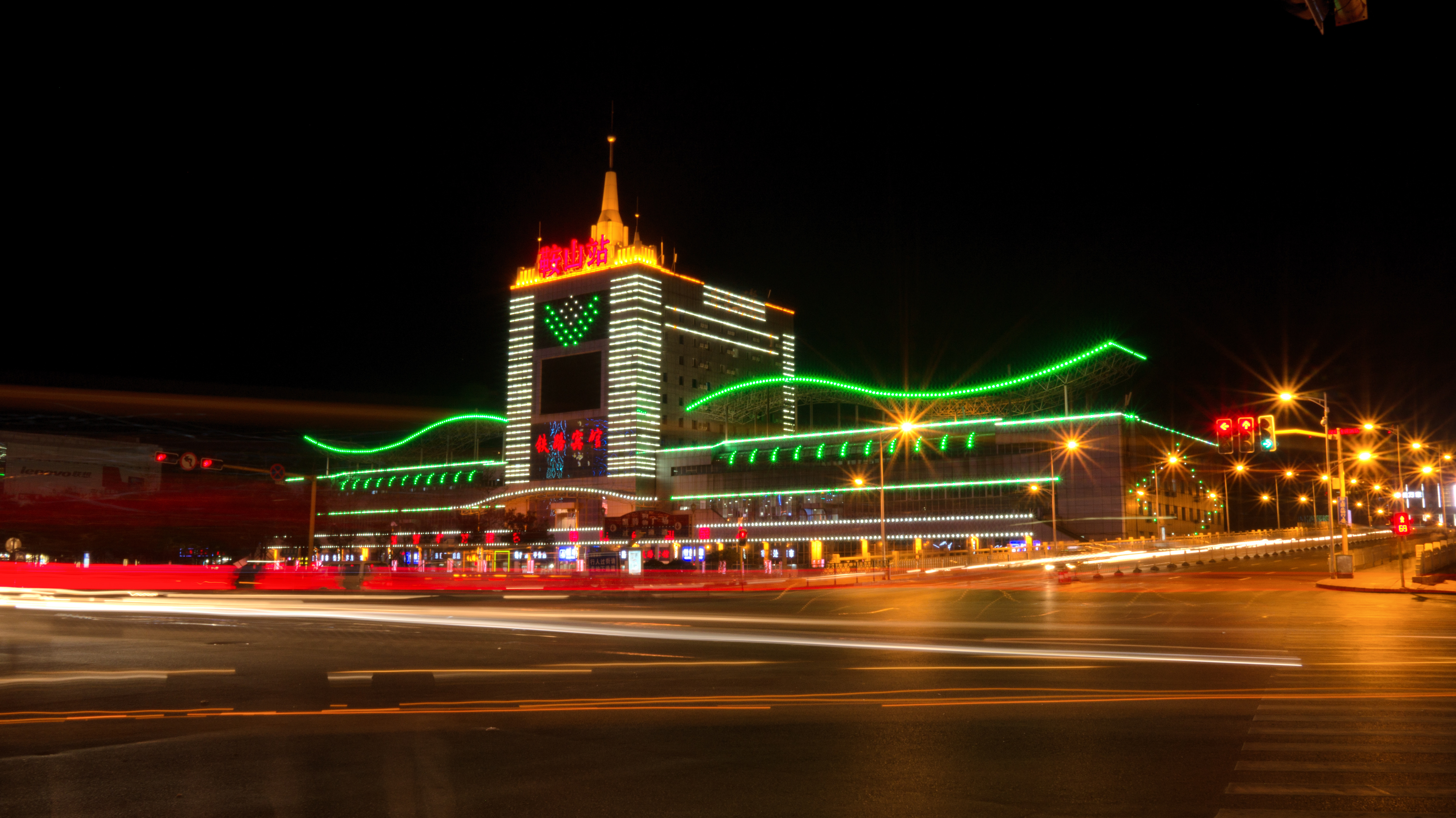

톄시구(한국어: 철서구, 중국어: 铁西区, 병음: Tiěxī Qū)는 중화인민공화국 랴오닝성 안산시의 행정구역이다. 넓이는 34km2이고, 인구는 2007년 기준으로 290,000명이다.

## 행정 구역
11개 가도를 관할한다.
- 가도: 永乐街道, 共和街道, 兴盛街道, 八家子街道, 启明街道, 繁荣街道, 新陶街道, 大陆街道, 北陶官街道, 南华街道, 永发街道